# 선분의 비유
선분의 비유(Analogy of the divided line)는 고대 그리스 철학자인 플라톤에 의해 쓰여진 비유로 국가 (플라톤)에 등장한다. 이것은 글라우콘과 소크라테스 사이의 대화 중에 나왔고,  태양의 비유에 이어 바로 등장한다.  한 선을 A,B,C,D,E로 나눈 뒤 그 중 AC를 가시적인 세계로 CE를 지적인 세계를 나타낸다고 표현한다.  AC의 선은 짧고, CE는 길다.   여기서, AB는 물리적인 것의 그림자와 투영된 것을 나타내고 BC는 물리적인 것 자체를 나타낸다.  이것은 지식의 두 가지 영역 즉, 우리가 보통 매일 경험하는 것의 환상과 구체적인 물건들이 그림자를 갖는 것에 대한 믿음으로 나눈다. 

## 같이 보기
- 플라톤의 우화 해석
- 누스
- 자기유사성